# Rosetta (òrbita)

Exemple d'una òrbita de Rosetta exagerada

L'òrbita de Rosetta és un tipus d'òrbita complexa. Teòricament, un objecte que s'apropa a un forat negre amb una velocitat intermèdia (no prou lenta com per caure en espiral cap al forat i no prou ràpida com per escapar-hi) introduirà un patró d'òrbita complexa, limitada per una distància propera i llunyana al forat i traçant un patró oscil·lant. conegut com a hipotrocoide.
En la mecànica quàntica, l'òrbita de Rosetta és una solució per a potencials esfèrics simètrics (excepte 1 / r).